# Третье правительство Тардьё
Третье правительство Тардьё — французское правительство под председательством Андре Тардьё в период Третьей республики.

## Даты
- Начало правления — 20 февраля 1932 года[1]
- Конец правления — 10 мая 1932 года

## Состав правительства
- Андре Тардьё — председатель Совета министров и министр иностранных дел;
- Поль Рейно — Вице-председатель Совета Министров и министр юстиции;
- Франсуа Пьетри — министр национальной обороны;
- Альбер Маё — министр внутренних дел;
- Пьер-Этьен Фланден — министр финансов;
- Пьер Лаваль — министр труда и социального обеспечения;
- Шарль Гарнье — министр общественных работ торгового флота;
- Марио Ростан — министр общественной инфраструктуры и искусств;
- Огюст Шампетье де Риб — министр пенсий и освобожденных регионов;
- Клод Шаво — министр сельского хозяйства;
- Луи де Шаппеделэн — министр колоний;
- Камиль Блесо — министр здравоохранения;
- Луи Роллен — министр торговли, промышленности, почт, телеграфов, и телефонов.